# Psychotria gonzalagunioides
Psychotria gonzalagunioides är en måreväxtart som beskrevs av Joseph Harold Kirkbride. Psychotria gonzalagunioides ingår i släktet Psychotria och familjen måreväxter. Inga underarter finns listade i Catalogue of Life.